# Karl Popofsich
Karl Popofsich (auch: Popofsits) (* 2. April 1910 in Stegersbach; † unbekannt) war ein österreichischer, nationalsozialistischer Politiker und Schneider aus Stegersbach. Er wurde am 15. März 1938 von Gauleiter Tobias Portschy zum Mitglied des Burgenländischen Landtags ernannt und war zudem 1938 Kreisleiter. Am 12. Mai 1938 beantragte er die Aufnahme in die NSDAP und wurde rückwirkend zum 1. Mai desselben Jahres aufgenommen (Mitgliedsnummer 6.110.321).